# Pleurospermopsis sikkimensis
Pleurospermopsis sikkimensis là một loài thực vật có hoa trong họ Hoa tán. Loài này được (C.B. Clarke) C. Norman miêu tả khoa học đầu tiên năm 1938.